# Charoset

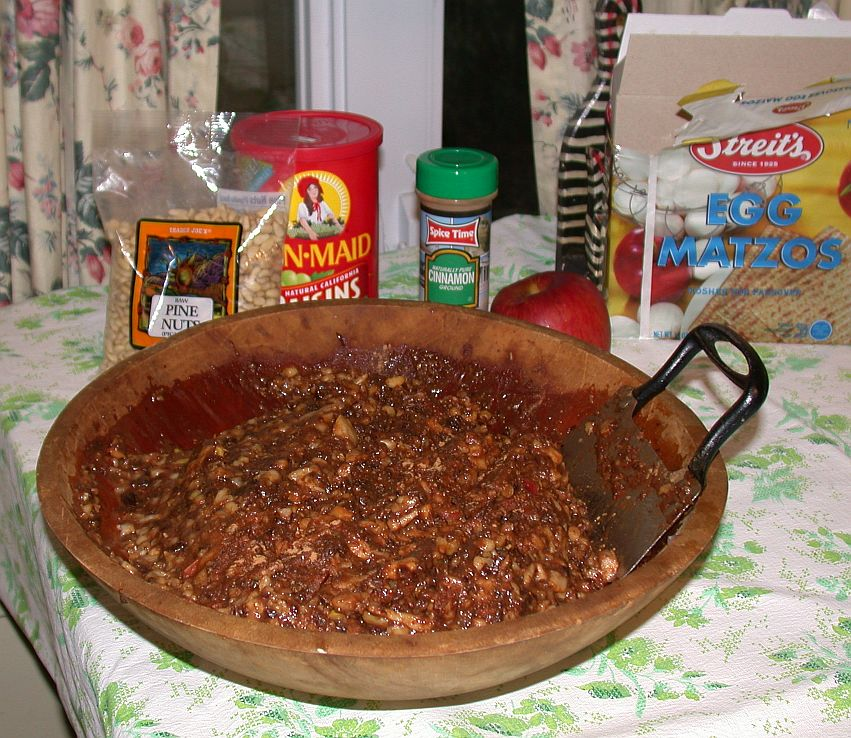
Sefardisk haroset med äpplen, päron, russin, fikon, apelsinjuice, rödvin, pinjenötter och kanel.

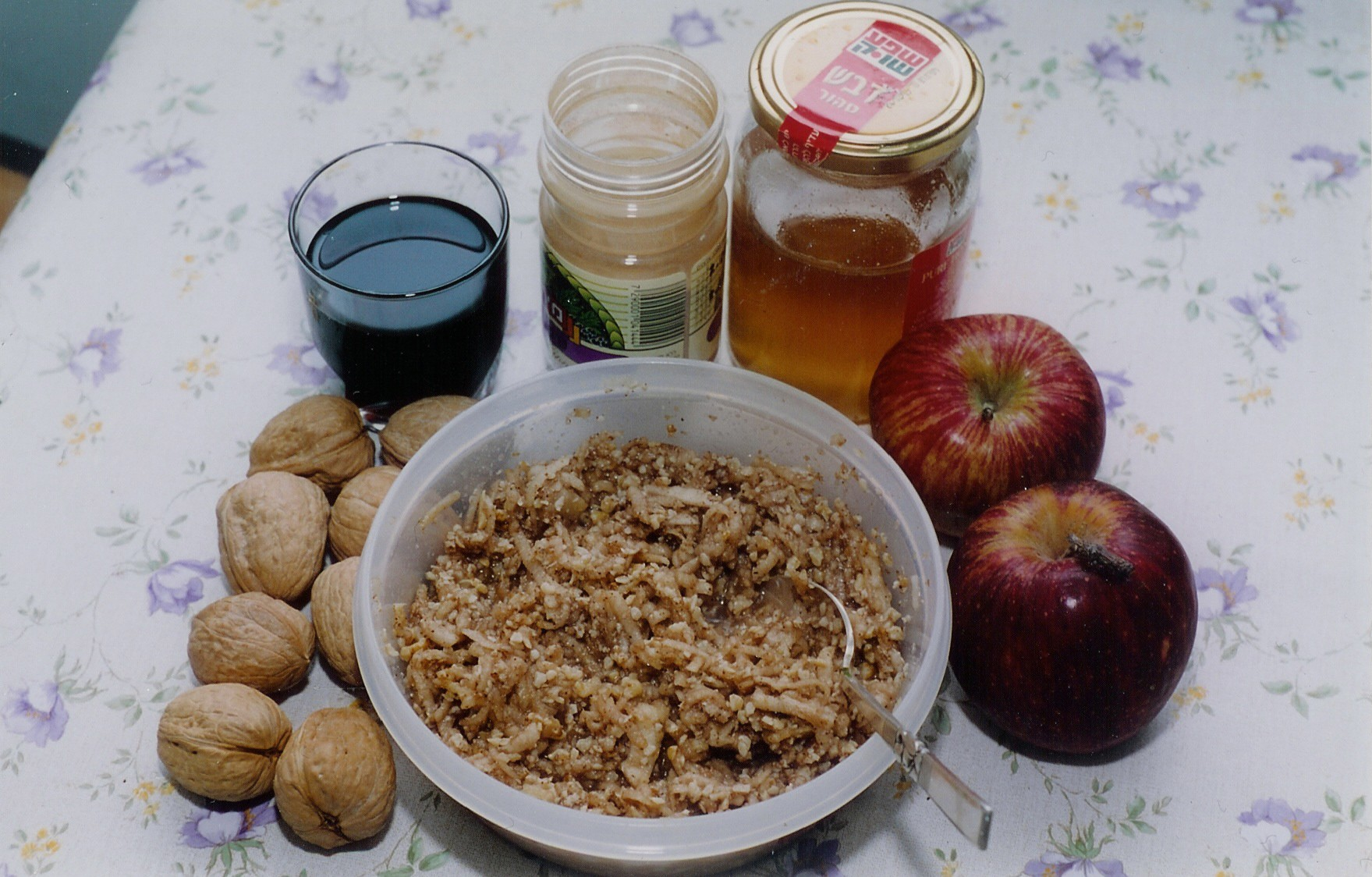
Aschkenasisk charoises med valnötter, vin, kanel, honung och äpple.

Charoset (Hebreiska: חֲרֽוֹסֶת [ḥă'rōset]), även skrivit charoises (jid.), är en söt blandning av nötter, frukter, vin och kryddor som äts under pesach, den judiska påsken. Den färdiga massan symboliserar murbruket som judarna byggde med när dessa var förslavade i Egypten.